# Sowjetisches Ehrenmal (Dresden)

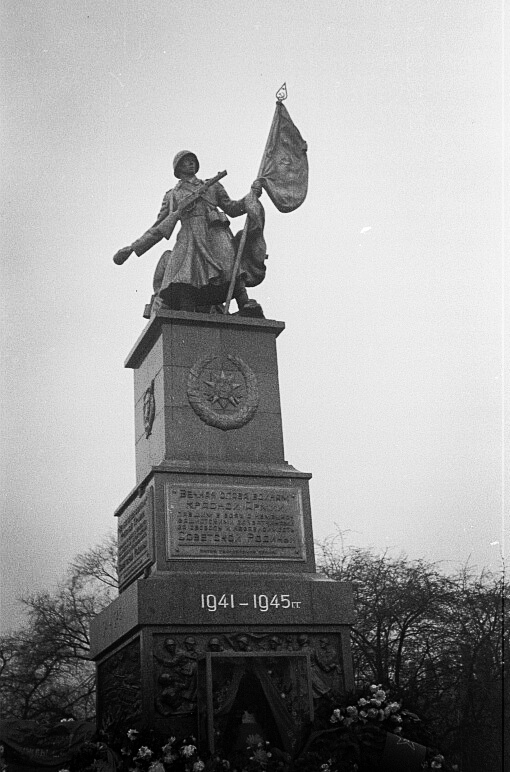
Sowjetisches Ehrenmal in Dresden, Aufnahme von 1947 von Abraham Pisarek

Das Sowjetische Ehrenmal in Dresden ist ein 1945 entstandenes Denkmal für die im Zweiten Weltkrieg gefallenen Soldaten der Roten Armee. Es befindet sich heute in der Dresdner Albertstadt und steht unter Denkmalschutz.

## Geschichte
Das Denkmal wurde bereits unmittelbar nach Kriegsende 1945 vom deutschen Bildhauer Otto Rost als Ehrenmal für die sowjetischen Gefallenen der 5. Gardearmee geschaffen und am 25. November 1945 eingeweiht. Es war das erste nach dem Zweiten Weltkrieg für sowjetische Soldaten errichtete Denkmal auf deutschem Boden. Auftraggeber war die Sowjetische Militäradministration, Auftragnehmer die Dresdner Kunstgießerei Pirner & Franz.
Der ursprüngliche Standort des Denkmals fand sich am Albertplatz (1945–1946 Platz der Roten Armee, 1946–1990 Platz der Einheit) in der Dresdner Neustadt. Als Fundament nutzte man das Brunnenbecken des beim Luftangriff beschädigten Brunnens Stürmische Wogen  von Robert Diez. Bis 1989 fanden an diesem Denkmal regelmäßige öffentliche Gedenkveranstaltungen mit Kranzniederlegungen statt.
Nach 1990 beschloss die Stadt Dresden, die Brunnenanlage am Albertplatz nach historischem Vorbild wiederherzustellen und das Sowjetische Ehrenmal dafür an einen anderen Standort umzusetzen. Als Alternativstandorte waren unter anderem die Südseite des Albertplatzes bzw. der Sowjetische Garnisonfriedhof im Gespräch. Nach Genehmigung des Vorhabens durch die Denkmalbehörde des Regierungspräsidiums erfolgte Anfang 1994 die Umsetzung zum Olbrichtplatz in der Nähe des Militärhistorischen Museums. Dort fand das Denkmal nach erfolgter Rekonstruktion im April 1994 seinen neuen Platz. Eine Gedenktafel erinnert am Albertplatz daran, dass das Denkmal ursprünglich dort stand.

## Gestaltung

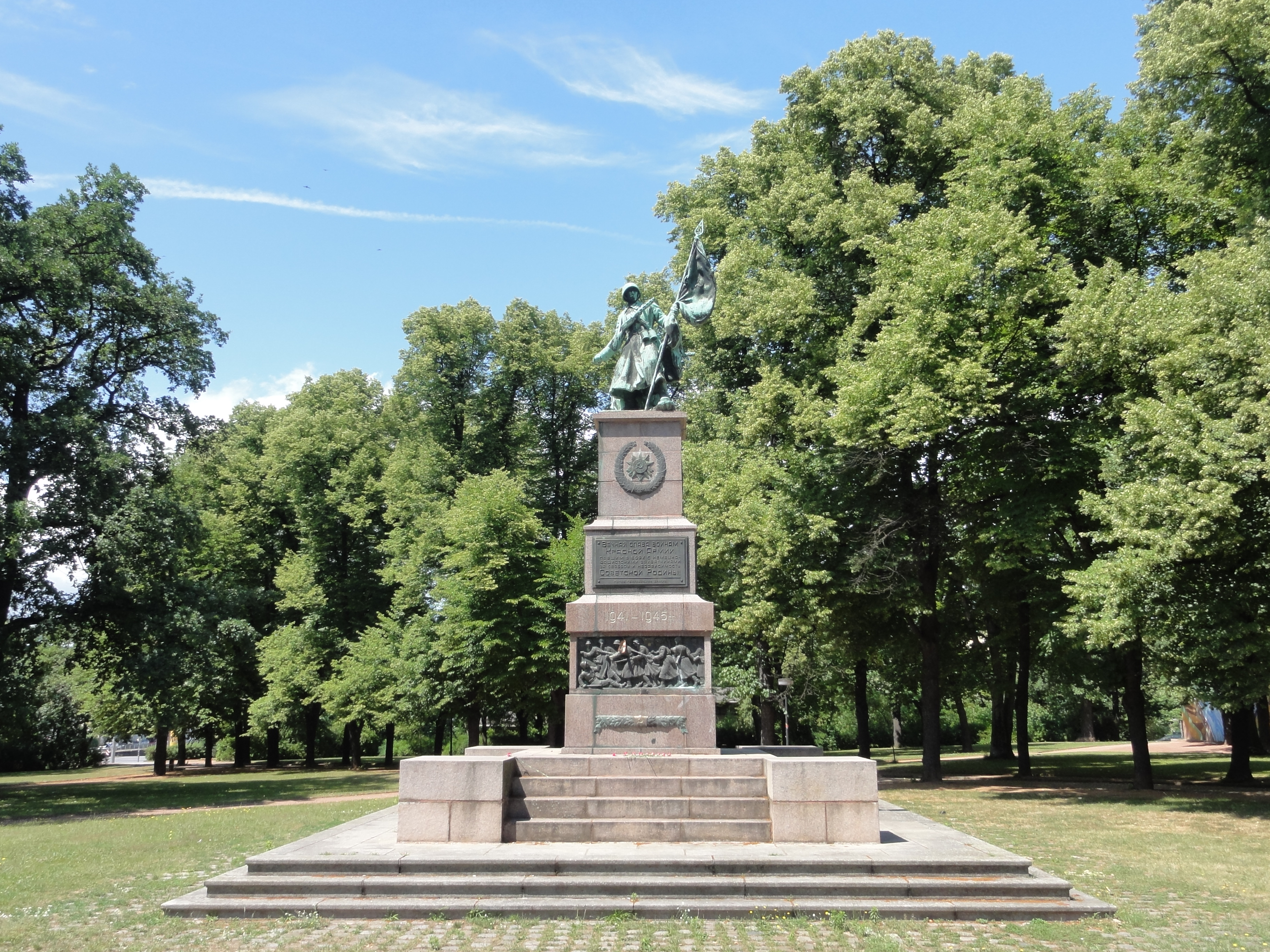
Sowjetisches Ehrenmal an seinem neuen Standort am Olbrichtplatz (2007)

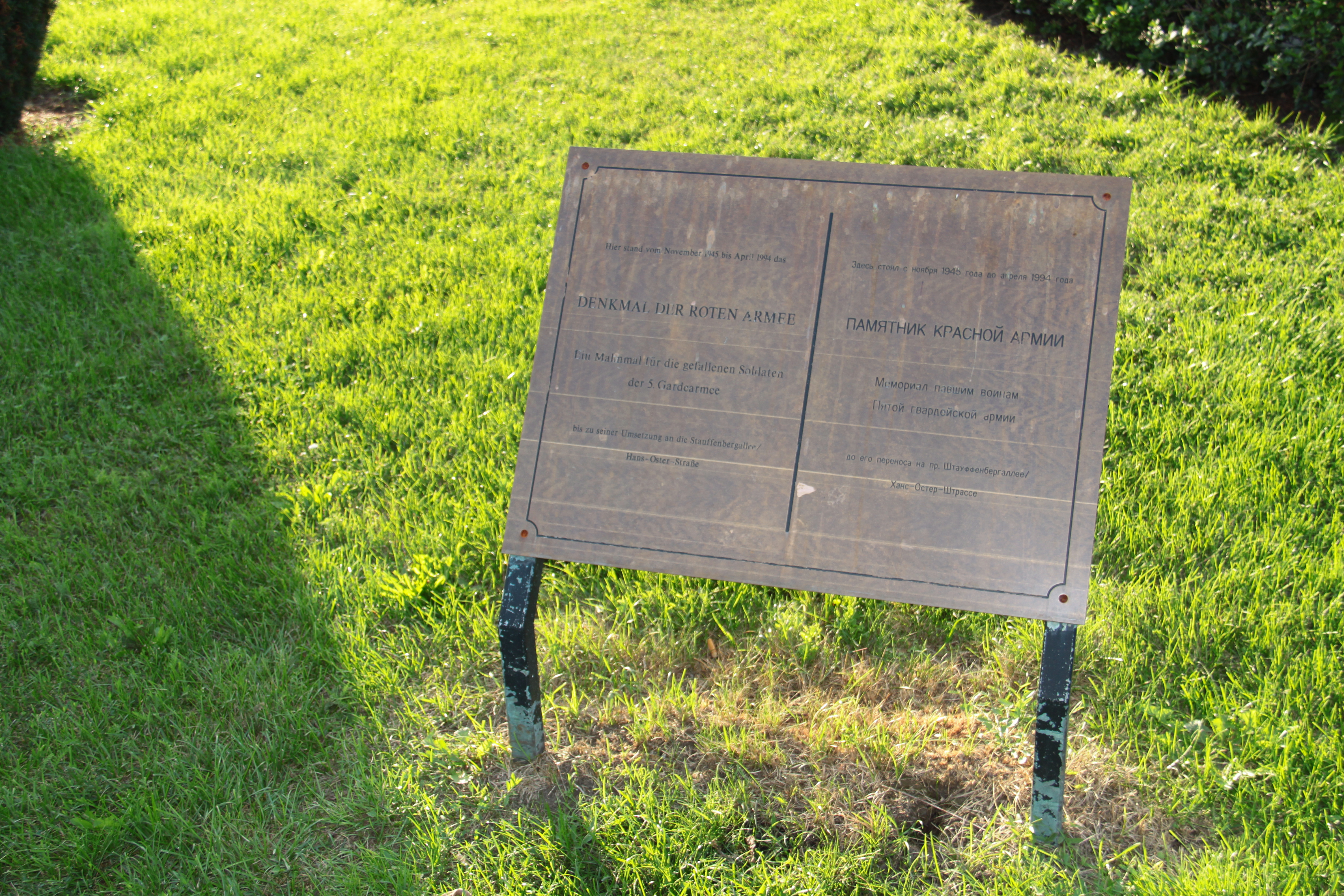
Gedenktafel am alten Standort am Albertplatz

Das Denkmal besteht aus einem obeliskartigen Sockel aus rotem Meißner Granit. Auf diesem steht eine Bronzegruppe, die zwei sowjetische Soldaten mit Waffen und einer Fahne darstellt. Einer von ihnen hält in der linken Hand das Sowjetbanner, der zweite kniet dahinter mit einem Maschinengewehr in Anschlag.
Am Sockel befinden sich verschiedene sowjetische Ehrenzeichen wie Hammer und Sichel, Sowjetstern, Lorbeer und Schwert, und ein Gewehr. Hinzu kommen vier Bronzetafeln, die Soldaten der Roten Armee mit wehender Flagge, militärische Kampfszenen und eine Darstellung des provisorischen Wiederaufbaus der Augustusbrücke zeigen.
Eine Inschrift in russischer Sprache nennt die Worte: Ewiger Ruhm den Kämpfern der Roten Armee, die in den Kämpfen gegen die deutschen faschistischen Eroberer für die Freiheit und Unabhängigkeit der sowjetischen Heimat gefallen sind.